# Astragalus zionis
Astragalus zionis är en ärtväxtart som beskrevs av Marcus Eugene Jones. Astragalus zionis ingår i släktet vedlar, och familjen ärtväxter. Inga underarter finns listade i Catalogue of Life.